# Bobby G
 (août 2022).
La mise en forme du texte ne suit pas les recommandations de Wikipédia : il faut le « wikifier ».
Les points d'amélioration suivants sont les cas les plus fréquents. Le détail des points à revoir est peut-être précisé sur la page de discussion.
- Les titres sont pré-formatés par le logiciel. Ils ne sont ni en capitales, ni en gras.
- Le texte ne doit pas être écrit en capitales (les noms de famille non plus), ni en gras, ni en italique, ni en « petit »…
- Le gras n'est utilisé que pour surligner le titre de l'article dans l'introduction, une seule fois.
- L'italique est rarement utilisé : mots en langue étrangère, titres d'œuvres, noms de bateaux, etc.
- Les citations ne sont pas en italique mais en corps de texte normal. Elles sont entourées par des guillemets français : « et ».
- Les listes à puces sont à éviter, des paragraphes rédigés étant largement préférés. Les tableaux sont à réserver à la présentation de données structurées (résultats, etc.).
- Les appels de note de bas de page (petits chiffres en exposant, introduits par l'outil «  Source ») sont à placer entre la fin de phrase et le point final[comme ça].
- Les liens internes (vers d'autres articles de Wikipédia) sont à choisir avec parcimonie. Créez des liens vers des articles approfondissant le sujet. Les termes génériques sans rapport avec le sujet sont à éviter, ainsi que les répétitions de liens vers un même terme.
- Les liens externes sont à placer uniquement dans une section « Liens externes », à la fin de l'article. Ces liens sont à choisir avec parcimonie suivant les règles définies. Si un lien sert de source à l'article, son insertion dans le texte est à faire par les notes de bas de page.
- La présentation des références doit suivre les conventions bibliographiques. Il est recommandé d'utiliser les modèles {{Ouvrage}}, {{Chapitre}}, {{Article}}, {{Lien web}} et/ou {{Bibliographie}}. Le mode d'édition visuel peut mettre en forme automatiquement les références.
- Insérer une infobox (cadre d'informations à droite) n'est pas obligatoire pour parachever la mise en page.

Pour une aide détaillée, merci de consulter Aide:Wikification.
Si vous pensez que ces points ont été résolus, vous pouvez retirer ce bandeau et améliorer la mise en forme d'un autre article.
 (mai 2020).
Si vous disposez d'ouvrages ou d'articles de référence ou si vous connaissez des sites web de qualité traitant du thème abordé ici, merci de compléter l'article en donnant les références utiles à sa vérifiabilité et en les liant à la section « Notes et références ».
Bobby G (également connu sous le nom de Bobby Gee ; né Robert Alan Gubby le 23 août 1953) est membre du groupe pop Bucks Fizz, surtout connu pour avoir remporté le concours Eurovision de la chanson de 1981 et pour avoir remporté trois succès britanniques avec " Making Your Mind" Up "(1981), " The Land of Make Believe "(1981) et" My Camera Never Lies "(1982). 

## Biographie
Bobby G est né à Epsom, Surrey, Angleterre. Après avoir quitté l'école à 14 ans, il s'est essayer à un certain nombre de métiers, le plus souvent dans le bâtiment. À la fin de son adolescence, il a créé sa propre entreprise dans ce domaine, sur la base des connaissances qu'il avait acquises de son expérience et de son père, qui était également entrepreneur. Pendant une grande partie des années 1970, il continuera à exercer, puis qu'il complétera par une entreprise de plomberie. 
À la fin de la décennie, les deux entreprises feront faillite, lui laissant de lourdes dettes ainsi que deux mariages - qui se termineront en divorce. [réf. nécessaire]
En 1979, Bobby décide de se lancer dans une carrière musicale et commence à se produire dans des pubs et des clubs en tant que chanteur / guitariste solo. En 1980, il auditionnera pour un rôle dans la comédie musicale West End Jesus Christ Superstar et obtiendra le rôle de Ponce Pilate (doublure). La comédie musicale se produira pendant huit ans au Palace Theatre  et qui deviendra la plus longue comédie musicale jamais réalisée au Royaume-Uni. Lorsqu'elle a pris fin, Bobby G devint chanteur résident dans un country club local. [réf. nécessaire]
En janvier 1981, Bobby G auditionne pour un nouveau groupe pop formé par le compositeur / manager Nichola Martin. Le groupe s'appele Bucks Fizz et doit se produire pour l'émission A Song for Europe, émission de sélection du Royaume-Uni pour le Concours de l'Eurovision " Making Your Mind Up ". Le groupe auditionnant alors pour trouver un nouveau chanteur à la suite de l'indisponibilité de Stephen Fischer. 
Durant les années 1970, Bobby G s'est marié deux fois et a eu un enfant avec sa première épouse. Au début des années 1980, il divorce de sa deuxième femme, mais continue à entretenir une relation avec elle, qui verra naitre son deuxième enfant en 1982. Ils se sépareront dans les années 1990 puis Bobby G une relation avec le membre du groupe Heidi Manton. Ils sont marieront en 2000 et sont toujours ensemble. Ils ont une fille, Millie Rose (née en juillet 2006, Tiverton, Devon ),.